# Thomas Häberli
Thomas Häberli (Lucerna, 11 aprile 1974) è un allenatore di calcio ed ex calciatore svizzero, di ruolo attaccante.

## Caratteristiche tecniche
Centravanti, Häberli poteva essere schierato come seconda punta o come esterno di centrocampo sulla fascia destra.

## Carriera
Nella sua carriera ha vestito le maglie di Hochdorf, Le Mont, Lausanne-Sport, Schötz, Kriens e Basilea ma la squadra più importante è stata lo Young Boys, dove ha giocato nove anni totalizzando 267 presenze e 74 reti.

### Club

#### 1991-2000: gli esordi
Dopo aver giocato nelle giovanili di Eschenbach (1982-87) e Hochdorf (1987-91) esordisce con quest'ultima squadra nella stagione 1991-1992, collezionando 10 presenze e 3 marcature. Nella seguente realizza 8 reti in 22 partite e nell'annata successiva totalizza 7 gol giocando 14 volte. Dopo aver vissuto brevi esperienze con Le Mont (4 presenze e 0 reti) e Football Club Lausanne-Sport (nessuna presenza) ritorna all'Hochdorf raccogliendo un bottino di 9 reti in 22 partite nell'arco di due stagioni. Nel 1997 si svincola firmando un contratto con lo Schötz. Viene frequentemente impiegato nelle due stagioni con la società di Schötz, totalizzando 51 presenze e 21 gol nel biennio 1997-1999. Nell'estate del 1999 si aggrega al Kriens siglando 8 marcature in 21 incontri di campionato.

#### 2000-2009: Basilea e Young Boys
Nel 2000 viene acquistato dal Basilea, società di Lega Nazionale A. Con i RotBlau gioca 8 volte senza andare mai a segno. Nell'estate del 2000 viene ceduto a titolo definitivo allo Young Boys: alla sua prima stagione realizza 8 reti scendendo in campo in 29 occasioni. Le seguenti quattro stagioni non sono all'altezza della stagione 2000-2001, Häberli gioca 62 incontri segnando 5 reti. Nella stagione 2003-2004 sigla 8 marcature in 29 partite, eguagliando la stagione 2000-2001. Questo suo piccolo record personale viene battute nella stagione successiva, quando mette a segno 12 gol in 30 incontri di campionato. Nel biennio 2005-2007 va in gol in 15 occasioni giocando 60 volte. La stagione 2007-2008 è quella più prolifica per l'attaccante, che riesce a segnare 18 volte in 28 sfide. L'annata 2008-2009 è la sua ultima stagione da calciatore, segna 8 reti in 29 partite.
Con la maglia dello Young Boys ha totalizzando 267 presenze e 74 reti, giocando anche diverse partite in Europa.

### Nazionale
Esordisce nella Nazionale maggiore il 4 settembre 2004 a Basilea contro le Fær Øer (6-0), partita valida per le qualificazioni al Mondiale 2006.

## Statistiche

### Giocatore

#### Cronologia presenze e reti in nazionale
| Cronologia completa delle presenze e delle reti in nazionale ― Svizzera | Cronologia completa delle presenze e delle reti in nazionale ― Svizzera | Cronologia completa delle presenze e delle reti in nazionale ― Svizzera | Cronologia completa delle presenze e delle reti in nazionale ― Svizzera | Cronologia completa delle presenze e delle reti in nazionale ― Svizzera | Cronologia completa delle presenze e delle reti in nazionale ― Svizzera | Cronologia completa delle presenze e delle reti in nazionale ― Svizzera | Cronologia completa delle presenze e delle reti in nazionale ― Svizzera |
| Data                                                                    | Città                                                                   | In casa                                                                 | Risultato                                                               | Ospiti                                                                  | Competizione                                                            | Reti                                                                    | Note                                                                    |
| ----------------------------------------------------------------------- | ----------------------------------------------------------------------- | ----------------------------------------------------------------------- | ----------------------------------------------------------------------- | ----------------------------------------------------------------------- | ----------------------------------------------------------------------- | ----------------------------------------------------------------------- | ----------------------------------------------------------------------- |
| 4-9-2004                                                                | Basilea                                                                 | Svizzera                                                                | 6 – 0                                                                   | Fær Øer                                                                 | Qual. Mondiali 2006                                                     | -                                                                       | 74’                                                                     |
| Totale                                                                  |                                                                         | Presenze                                                                | 1                                                                       |                                                                         | Reti                                                                    | 0                                                                       |                                                                         |

### Allenatore

#### Club
Statistiche aggiornate al 24 maggio 2025.
| Stagione        | Squadra         | Campionato      | Campionato | Campionato | Campionato | Campionato | Coppe nazionali | Coppe nazionali | Coppe nazionali | Coppe nazionali | Coppe nazionali | Coppe continentali | Coppe continentali | Coppe continentali | Coppe continentali | Coppe continentali | Altre coppe | Altre coppe | Altre coppe | Altre coppe | Altre coppe | Totale | Totale | Totale | Totale | % Vittorie | Piazzamento |
| Stagione        | Squadra         | Comp            | G          | V          | N          | P          | Comp            | G               | V               | N               | P               | Comp               | G                  | V                  | N                  | P                  | Comp        | G           | V           | N           | P           | G      | V      | N      | P      | %          | Piazzamento |
| --------------- | --------------- | --------------- | ---------- | ---------- | ---------- | ---------- | --------------- | --------------- | --------------- | --------------- | --------------- | ------------------ | ------------------ | ------------------ | ------------------ | ------------------ | ----------- | ----------- | ----------- | ----------- | ----------- | ------ | ------ | ------ | ------ | ---------- | ----------- |
| feb.-mag. 2019  | Lucerna         | SL              | 15         | 6          | 3          | 6          | CS              | 2               | 1               | 0               | 1               | -                  | -                  | -                  | -                  | -                  | -           | -           | -           | -           | -           | 17     | 7      | 3      | 7      | 41,18      | Sub 5°      |
| lug.-dic. 2019  | Lucerna         | SL              | 18         | 5          | 3          | 10         | CS              | 3               | 3               | 0               | 0               | UEL                | 4                  | 2                  | 0                  | 2                  | -           | -           | -           | -           | -           | 25     | 10     | 3      | 12     | 40,00      | Eson.       |
| Totale Lucerna  | Totale Lucerna  | Totale Lucerna  | 33         | 11         | 6          | 16         |                 | 5               | 4               | 0               | 1               |                    | 4                  | 2                  | 0                  | 2                  |             | -           | -           | -           | -           | 42     | 17     | 6      | 19     | 40,48      |             |
| 2024-2025       | Servette        | SL              | 38         | 17         | 12         | 9          | CS              | 2               | 1               | 0               | 1               | UEL+UECL           | 2+2                | 0+1                | 1+0                | 1+1                | -           | -           | -           | -           | -           | 44     | 19     | 13     | 12     | 43,18      | 2°          |
| Totale carriera | Totale carriera | Totale carriera | 71         | 28         | 18         | 25         |                 | 7               | 5               | 0               | 2               |                    | 8                  | 3                  | 1                  | 4                  |             | -           | -           | -           | -           | 86     | 36     | 19     | 31     | 41,86      |             |

#### Nazionale
| Squadra | Naz                | dal            | al             | Record | Record | Record | Record     | Record | Record | Record | Record |
| G       | V                  | N              | P              | GF     | GS     | DR     | % Vittorie |        |        |        |        |
| ------- | ------------------ | -------------- | -------------- | ------ | ------ | ------ | ---------- | ------ | ------ | ------ | ------ |
| Estonia | Estonia (bandiera) | 5 gennaio 2021 | 10 giugno 2024 | 37     | 10     | 6      | 21         | 34     | 70     | −36    | 27,03  |
| Totale  | Totale             | Totale         | Totale         | 37     | 10     | 6      | 21         | 34     | 70     | −36    | 27,03  |

#### Nazionale estona nel dettaglio
| 2021             | Estonia        | Qual. Mondiale 2022           | 4° nel gruppo E                                  | 8  | 1  | 1 | 6  | 12,50   | 9  | 21 | -12 |
| 2021             | Estonia        | Coppa del Baltico 2020        | Vincitore                                        | 2  | 2  | 0 | 0  | 100,00& | 3  | 1  | +2  |
| 2022             | Estonia        | UEFA Nations League 2022-2023 | 1º nel gruppo 2 della Lega D, Promosso           | 4  | 4  | 0 | 0  | 100,00& | 10 | 2  | +8  |
| 2022             | Estonia        | Coppa del Baltico 2022        | 3°                                               | 2  | 1  | 1 | 0  | 50,00   | 3  | 1  | +2  |
| 2023             | Estonia        | Qualificazioni Euro 2024      | 5° del gruppo F, non qualificato dopo i play-off | 8  | 0  | 1 | 7  | &0,00   | 2  | 22 | -20 |
| 2024 (spareggi)  | Estonia        | Qualificazioni Euro 2024      | 5° del gruppo F, non qualificato dopo i play-off | 1  | 0  | 0 | 1  | &0,00   | 1  | 5  | -4  |
| Dal 2021 al 2024 | Estonia        | Amichevoli                    |                                                  | 12 | 2  | 3 | 7  | 16,67   | 6  | 18 | -18 |
| Totale Estonia   | Totale Estonia | Totale Estonia                | Totale Estonia                                   | 37 | 10 | 6 | 21 | 27,03   | 34 | 70 | -36 |